# Jozef Macej
Jozef Macej (22. května 1905 – 8. srpna 1952) byl československý policista, protikomunistický odbojář a oběť československého komunistického režimu.

## Život
Narodil se 22. května 1905 v Košické Belé na Slovensku. Narodil se jako jeden z osmi dětí, měl sedm bratrů. Jeho otec pracoval v USA jako dělník. V roce 1925 nastoupil na základní vojenskou službu. V roce 1932 požádal o přesunu do Prahy. Absolvoval policejní kurz. Roku 1933 se oženil s Annou Antošovou, s níž měl dvě děti. S rodinou bydlel v pražských Vysočanech. Sloužil na Oddělení stráže bezpečnosti. V roce 1939 byl na stanici ve Vysočanech přeložen k policii Protektorátu. Po druhé světové válce i nadále sloužil na Okresním velitelství Národní bezpečnosti IX. v pražských Vysočanech. V roce 1948 vstoupil do Komunistické strany Československa.
Vedl spolu s Josefem Kmínkem, Karlem Strmiskou a dalšími poměrně otevřené debaty o politice. Později se začali stýkat i v soukromí, což mělo následek v rozhodnutí Maceje zapojit se do odbojové činnosti. Ta spočívala například v šíření časopisu Hlas svobodné republiky. Rovněž plánovali sbírku potravinových lístků a hotovosti pro rodiny příslušníků Sboru národní bezpečnosti (SNB) vězněných z politických důvodů. Dále pak shromažďovali informace, které přes spojky předávali na zastupitelské úřady států západního světa. Odtud získávali exilové tiskoviny a dopisy.
Macej opsal do referátů Krajského národního výboru ze tří tajných protokolů vstupní a krycí hesla SNB, státních budov a na letiště.
Macej byl zatčen dne 29. září 1951. Nejvíce mu v obžalobě přitížila obzvlášť skutečnost, že by se v případě příchodu cizích vojsk stal údajným zbrojmistrem skupiny. Dne 22. prosince 1951 státní soud v Praze Maceje za zločiny velezrady a vyzvědačství odsoudili k trestu smrti. I když se Macej odvolal, rozsudek trestu smrti potvrdil Nejvyšší soud.
Trest byl vykonán 8. srpna 1952. Spolu s ním byli k trestu smrti odsouzeni a popraveni rovněž Karel Strmiska a Josef Kmínek.
V roce 1965 byla urna s jeho ostatky tajně pohřbena do společného hrobu na Motolském hřbitově. Zde bylo 20. května 2000 slavnostně otevřeno a vysvěceno Čestné pohřebiště politických vězňů. Jméno Jozefa Maceje je uvedeno na jedné (umístěné vpravo) ze dvou šedých mramorových desek instalovaných v roce 2012.
Na Čestném pohřebišti III. odboje na Ďáblickém hřbitově se nachází jeho symbolický hrob. Tamní symbolické náhrobky odkazují na zemřelé politické vězně bez ohledu na jejich skutečné místo pohřbení.

## Rehabilitace
Dne 31. října 1990 Vyšší vojenský soud v Příbrami rozhodl o zrušení původního rozsudku a tím plně rehabilitovali Jozefa Maceje a ostatní odsouzené.

## Připomínky
- Na domě, kde Jozef Macej žil (Praha 9 - Vysočany, Krátkého 143/1), je umístěna pamětní deska s následujícím textem: "ZDE ŽIL JOZEF MACEJ / POLICISTA / NARODIL SE 22. 5. 1905 / ZATČEN 29. 9. 1951 / POPRAVEN 8. 8. 1952". Deska byla odhalena v rámci projektu Poslední adresa s cílem připomínat oběti komunistických režimů.[4]
- Jeho jméno je uvedeno na pamětní desce popraveným příslušníkům Sboru národní bezpečnosti umístěné na fasádě v podloubí před vstupem do budovy Policejního prezidia České republiky na adrese Strojnická 935/27, 170 89 Praha 7 – Holešovice.[5][6]
- Jeho jméno "MACEJ JOZEF 22. 5. 1905 - 8. 8. 1952" je rovněž uvedeno na Pomníku Miladě Horákové a Obětem komunismu v Praze 4 - Nuslích na Náměstí Hrdinů, u stanice metra Pražského povstání, před Vrchním soudem v Praze a Vrchním státním zastupitelstvím v Praze.[7]
- Jeho jméno "Jozef Macej * 22. 5. 1905 + 8. 8. 1952" je uvedeno na desce v řadě 35 na Čestném pohřebišti popravených a umučených z 50. let (III. odboj) na Ďáblickém hřbitově.[8]
- Jeho jméno "JOZEF MACEJ, NAR. 22. 5. 1905, POPRAVEN 8. 8. 1952 V PRAZE" je na mramorové desce vpravo na Čestném pohřebišti politických vězňů na Motolském hřbitově.[9]

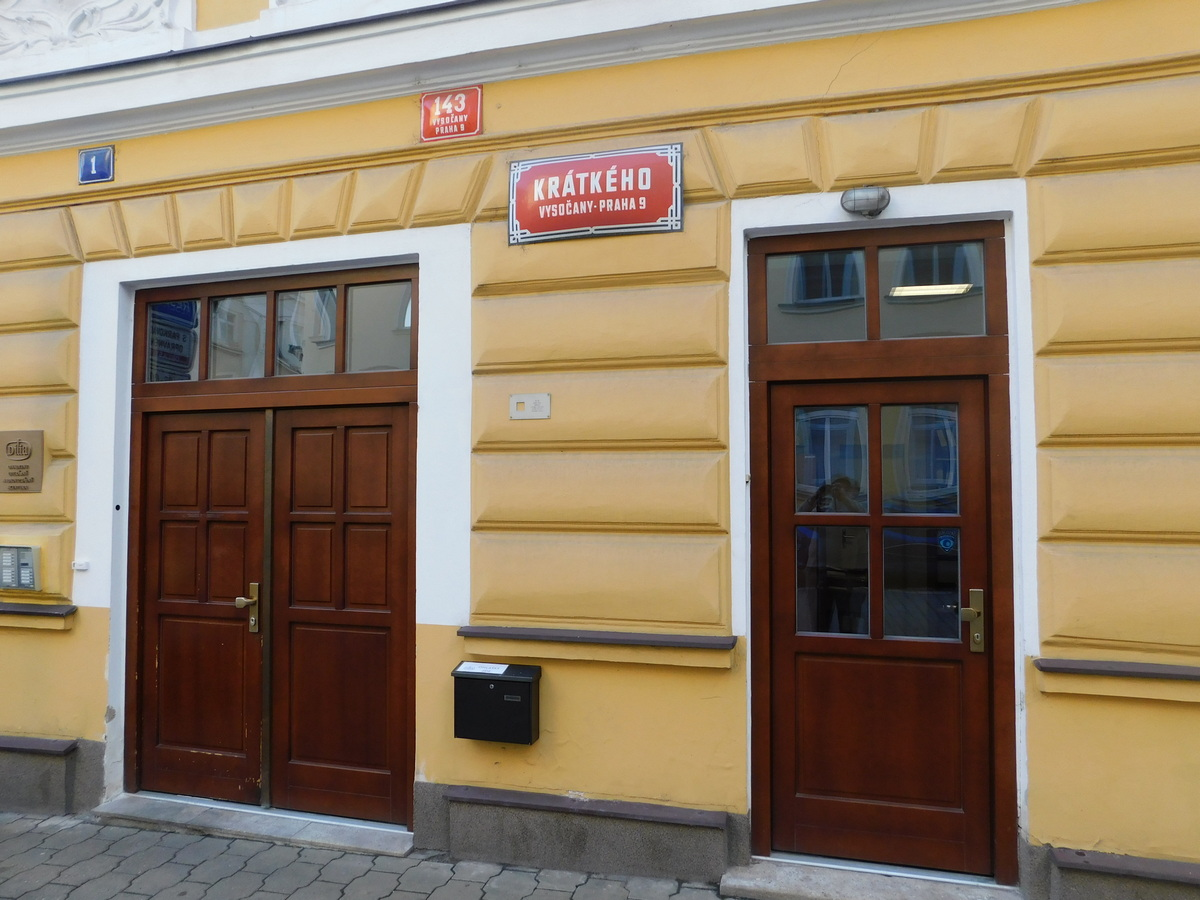
Dům, kde žil Jozef Macej, Praha 9 - Vysočany, Krátkého 143/1
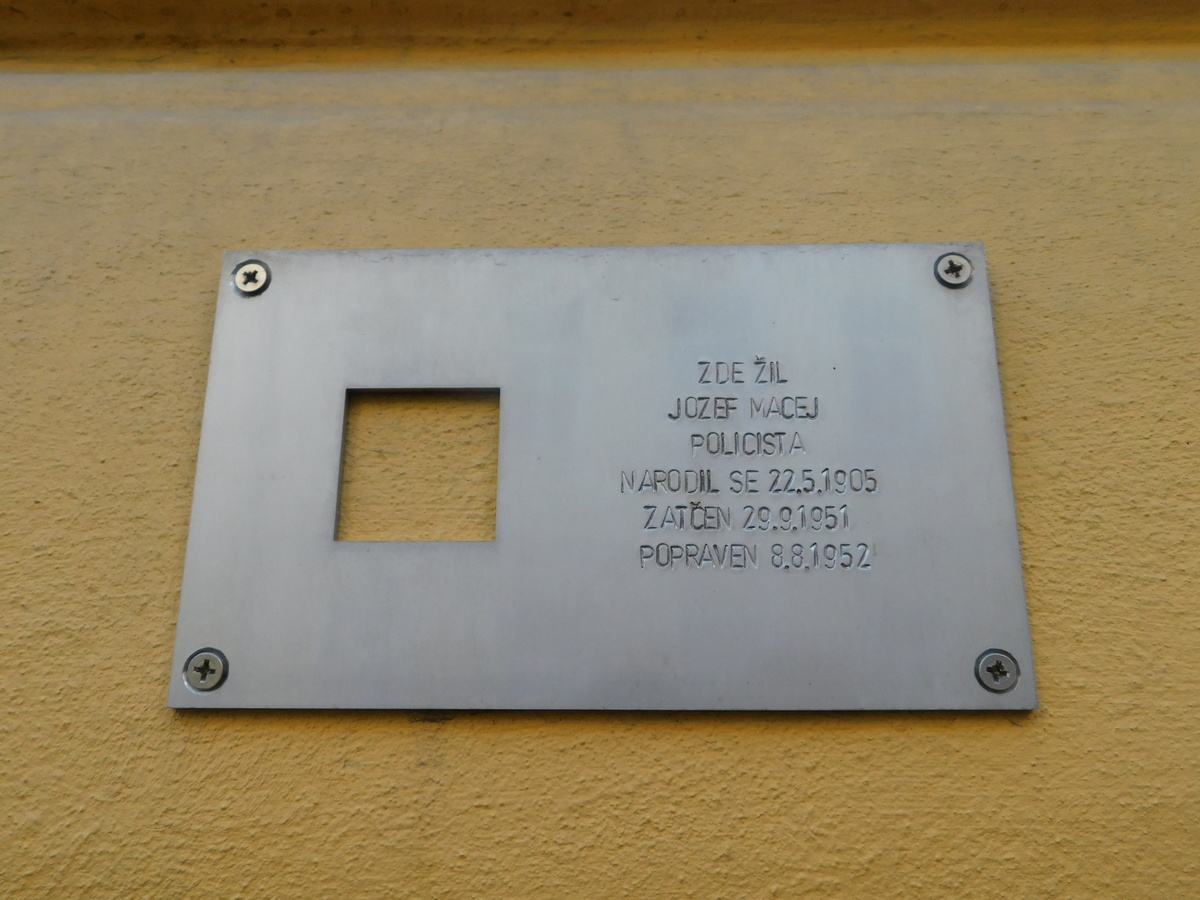
Pamětní deska Jozefa Maceje na do domě v Praze 9 - Vysočanech
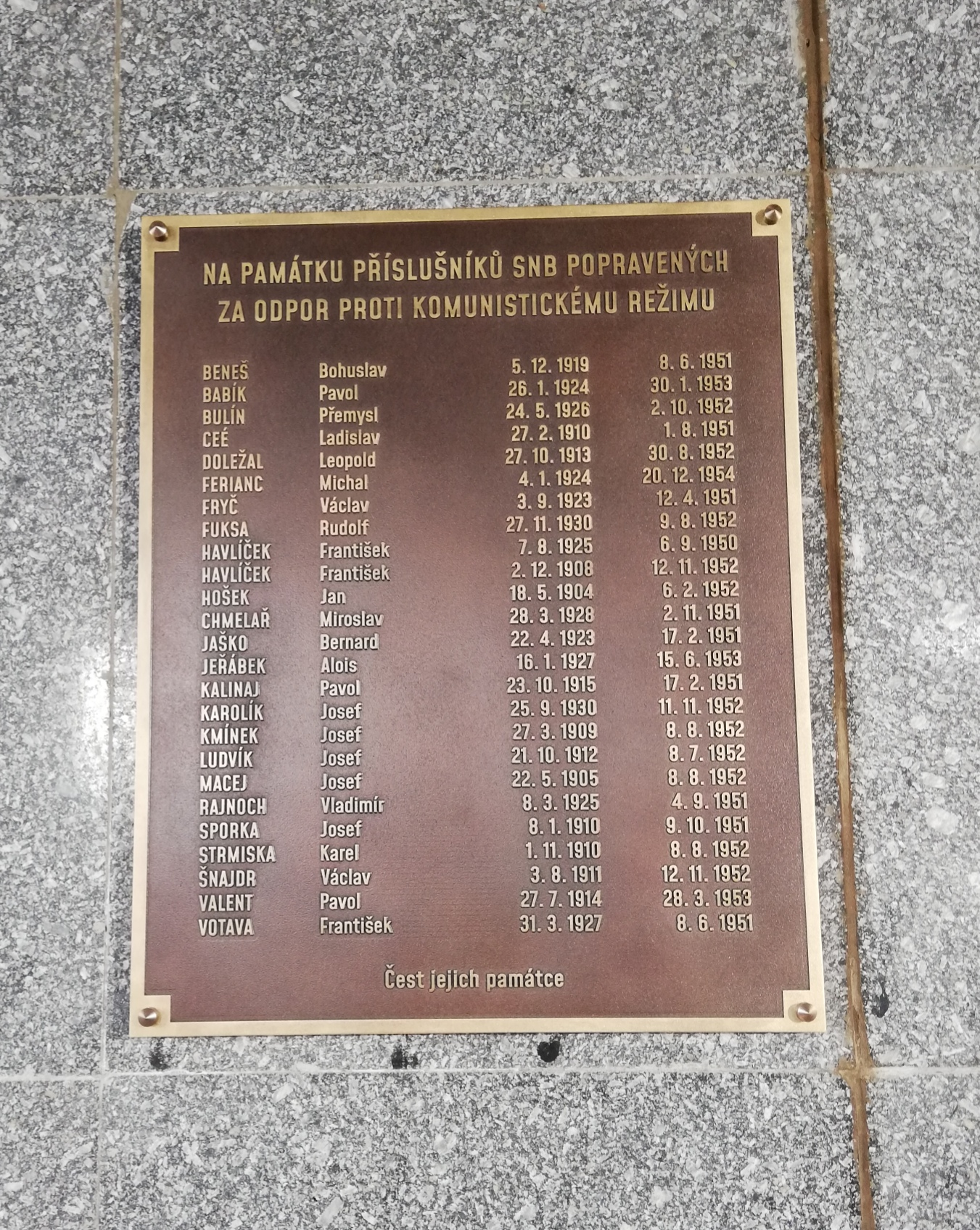
Pamětní deska popraveným příslušníkům Sboru národní bezpečnosti se jménem Jozefa Maceje v pražských Holešovicích
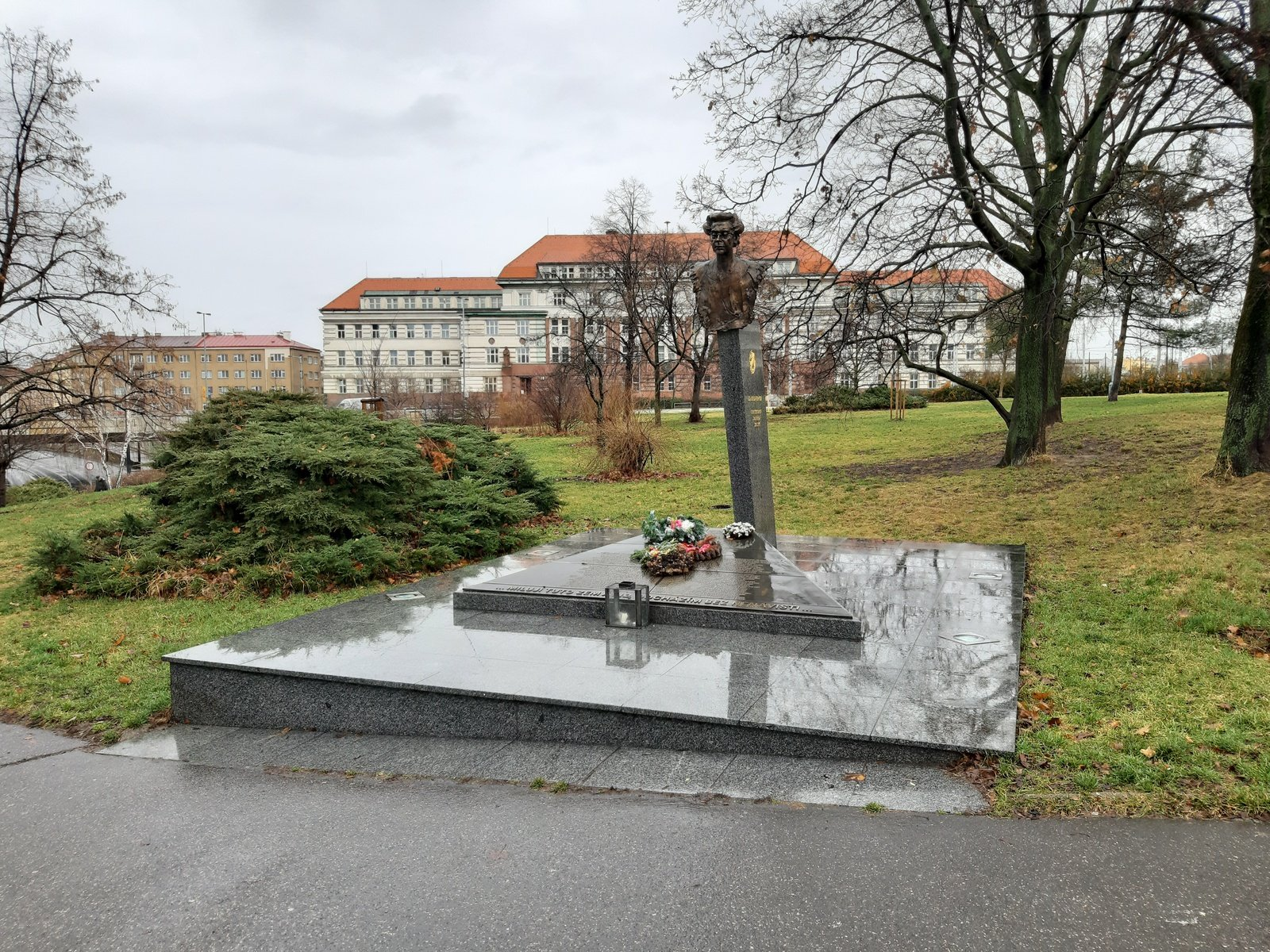
Pomník na náměstí Hrdinů v Praze 4 - Nuslích
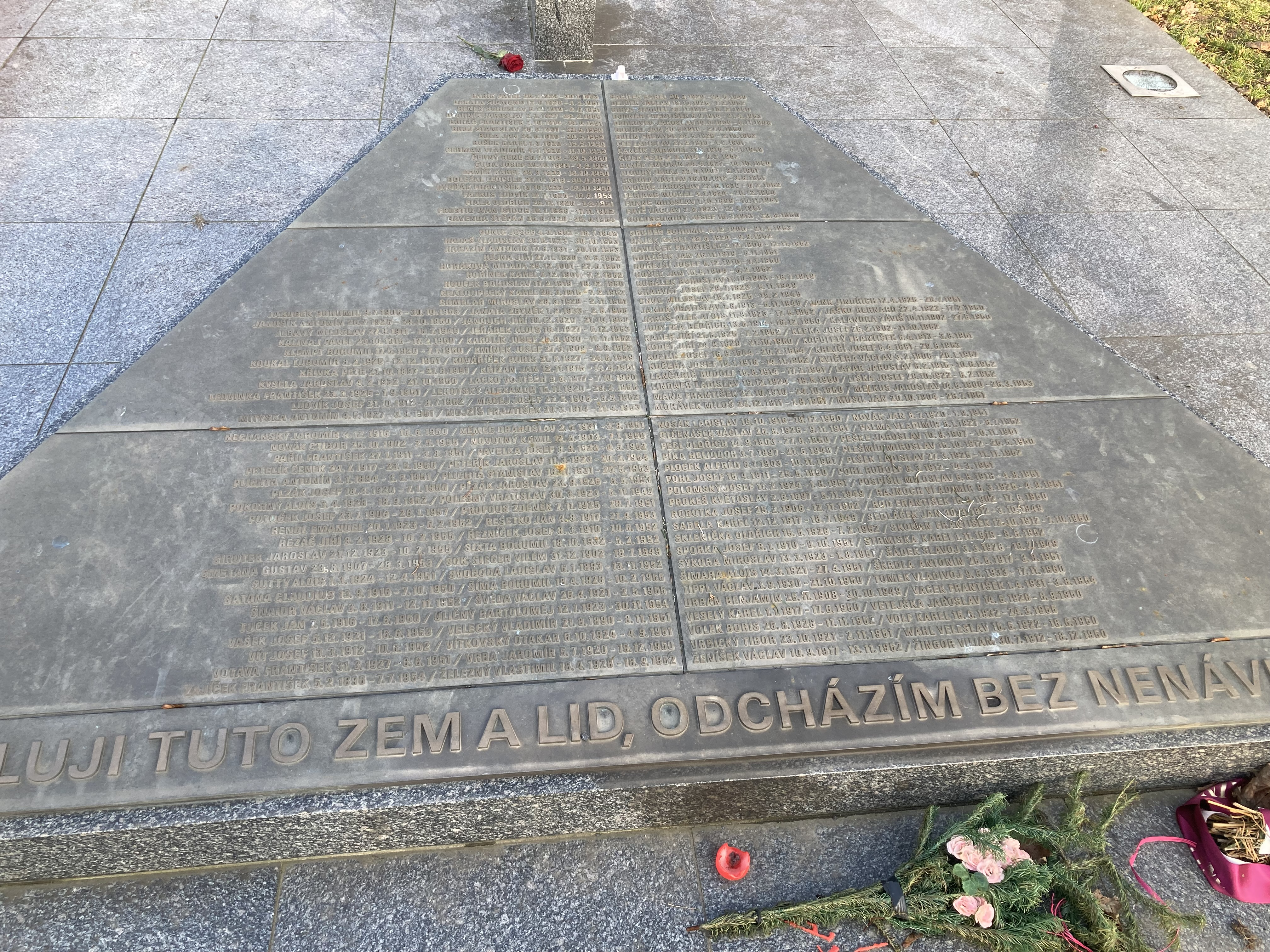
Seznam obětí komunismu se jménem Jozefa Maceje na pomníku na náměstí Hrdinů v Praze 4 - Nuslích
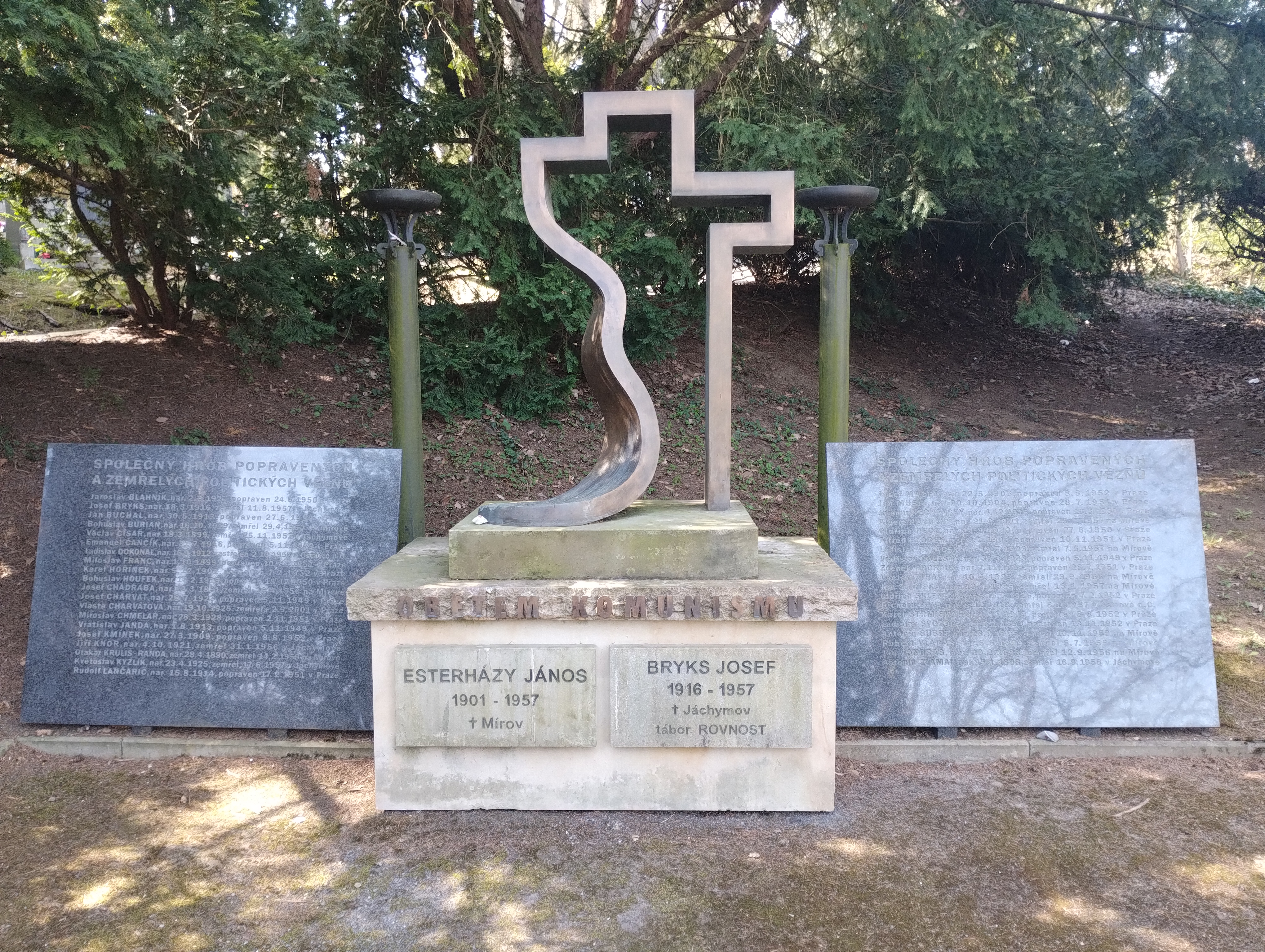
Památník na Čestném pohřebišti politických vězňů, Motolský hřbitov
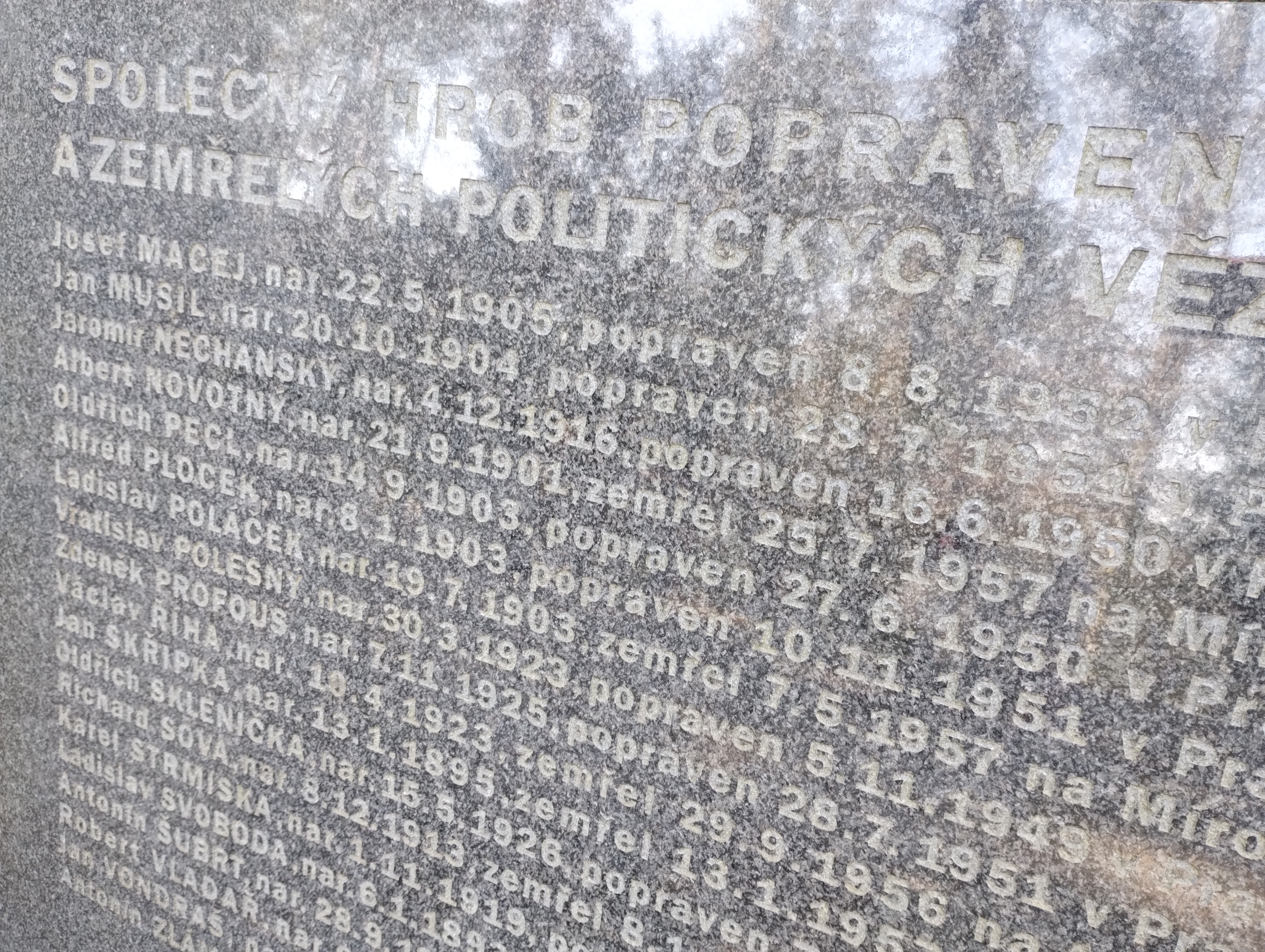
Památník na Čestném pohřebišti politických vězňů, deska vpravo se jménem Jozefa Maceje (1. na seznamu), Motolský hřbitov
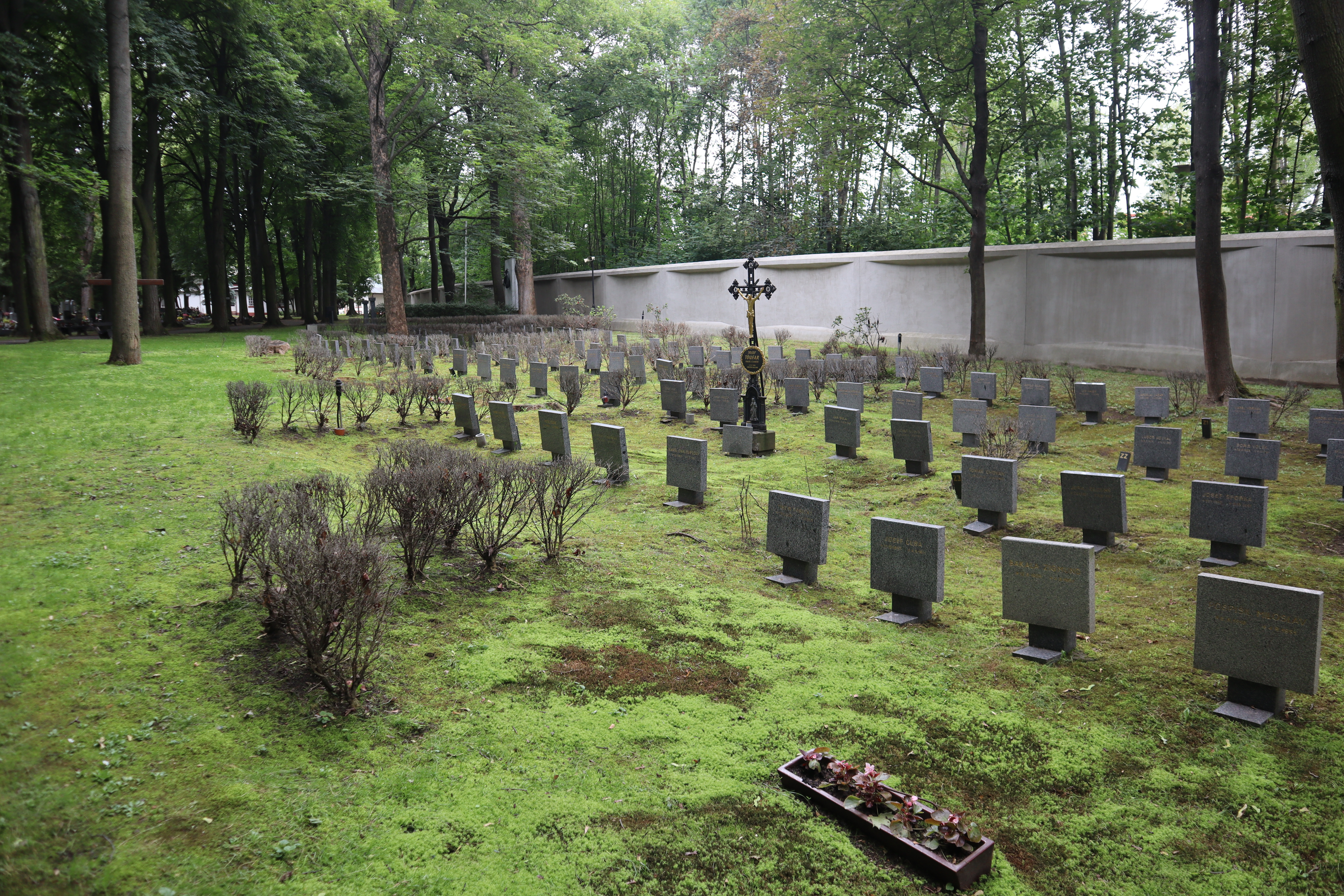
Čestné pohřebiště popravených a umučených z 50. let (III. odboj) na Ďáblickém hřbitově
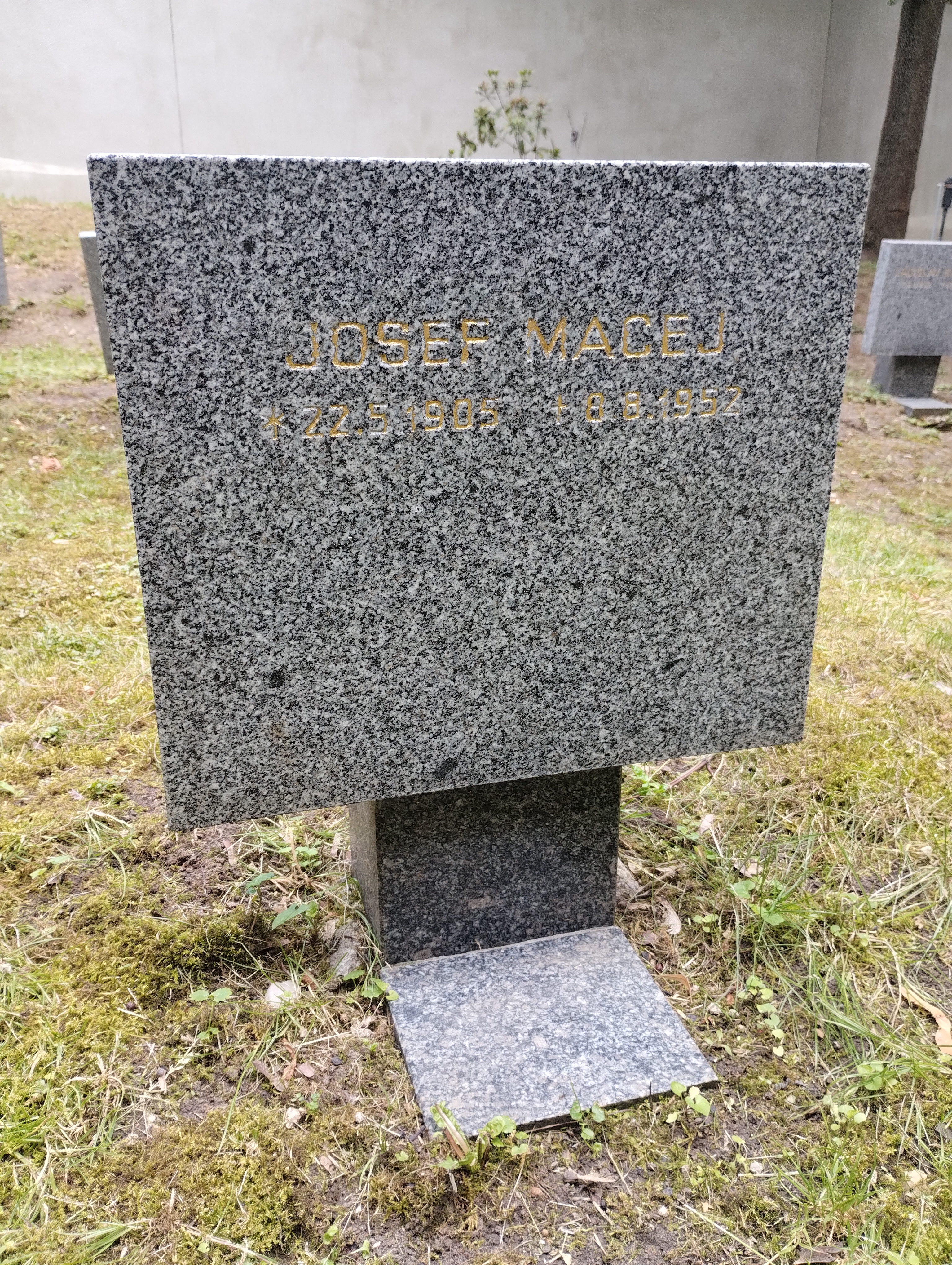
Symbolicky náhrobek J. Maceje na Čestném pohřebišti v Ďáblicích